# Montenero di Bisaccia
Montenero di Bisaccia est une commune de la province de Campobasso dans la région Molise en Italie.

## Administration
| Période                                  | Période  | Identité           | Étiquette    | Qualité |
| ---------------------------------------- | -------- | ------------------ | ------------ | ------- |
| 5 avril 2005                             | En cours | Giuseppe D'Ascenzo | Lista Civica |         |
| Les données manquantes sont à compléter. |          |                    |              |         |

### Hameaux
Marina Di Montenero Di Bisaccia

### Communes limitrophes
Cupello, Guglionesi, Lentella, Mafalda, Montecilfone, Palata, Petacciato, San Felice del Molise, San Salvo, Tavenna.

### Évolution démographique
Habitants recensés

## Personnalité
- Antonio Di Pietro.